# 文学カフェ (サンクトペテルブルク)

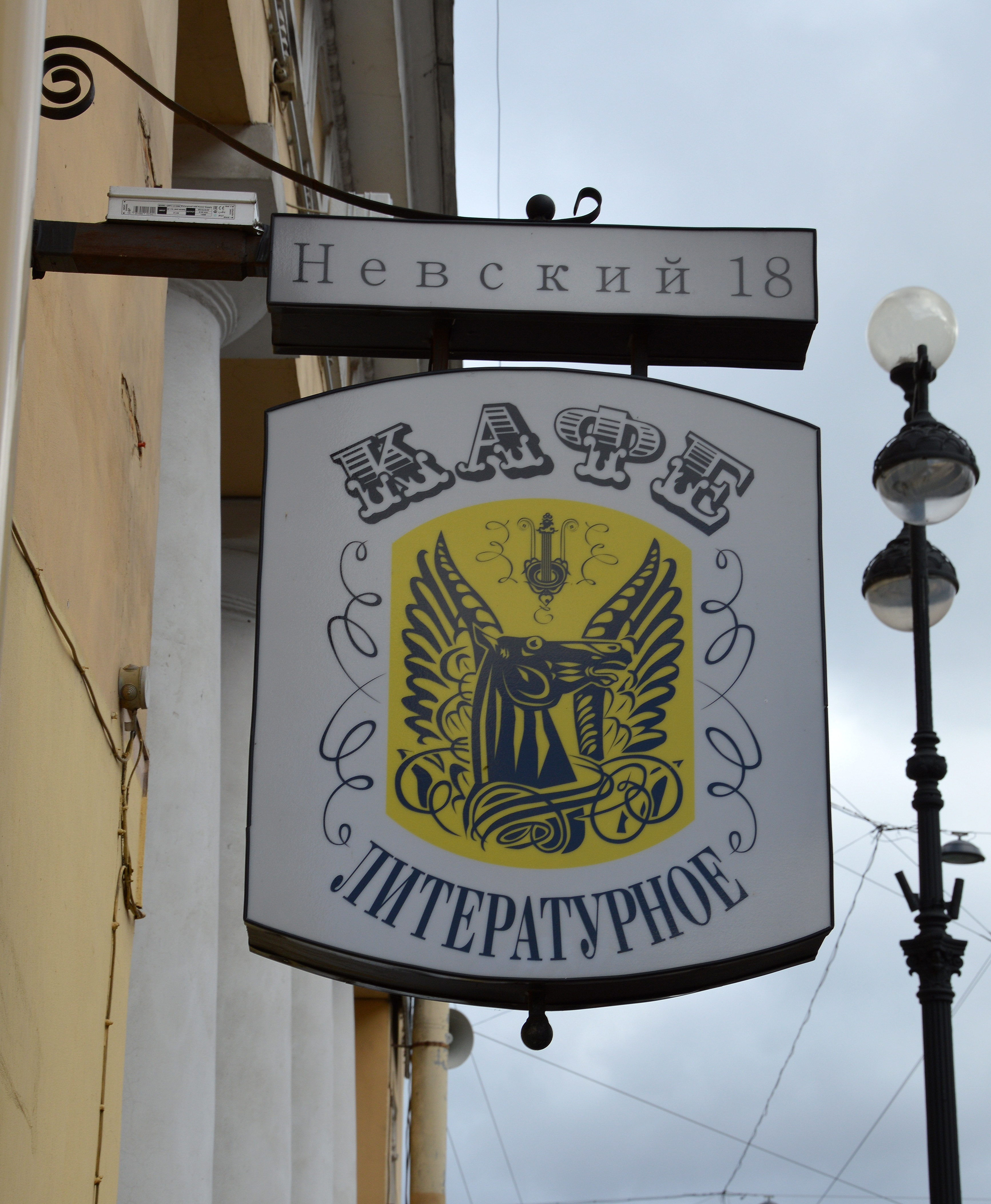
文学カフェの看板（2016年）

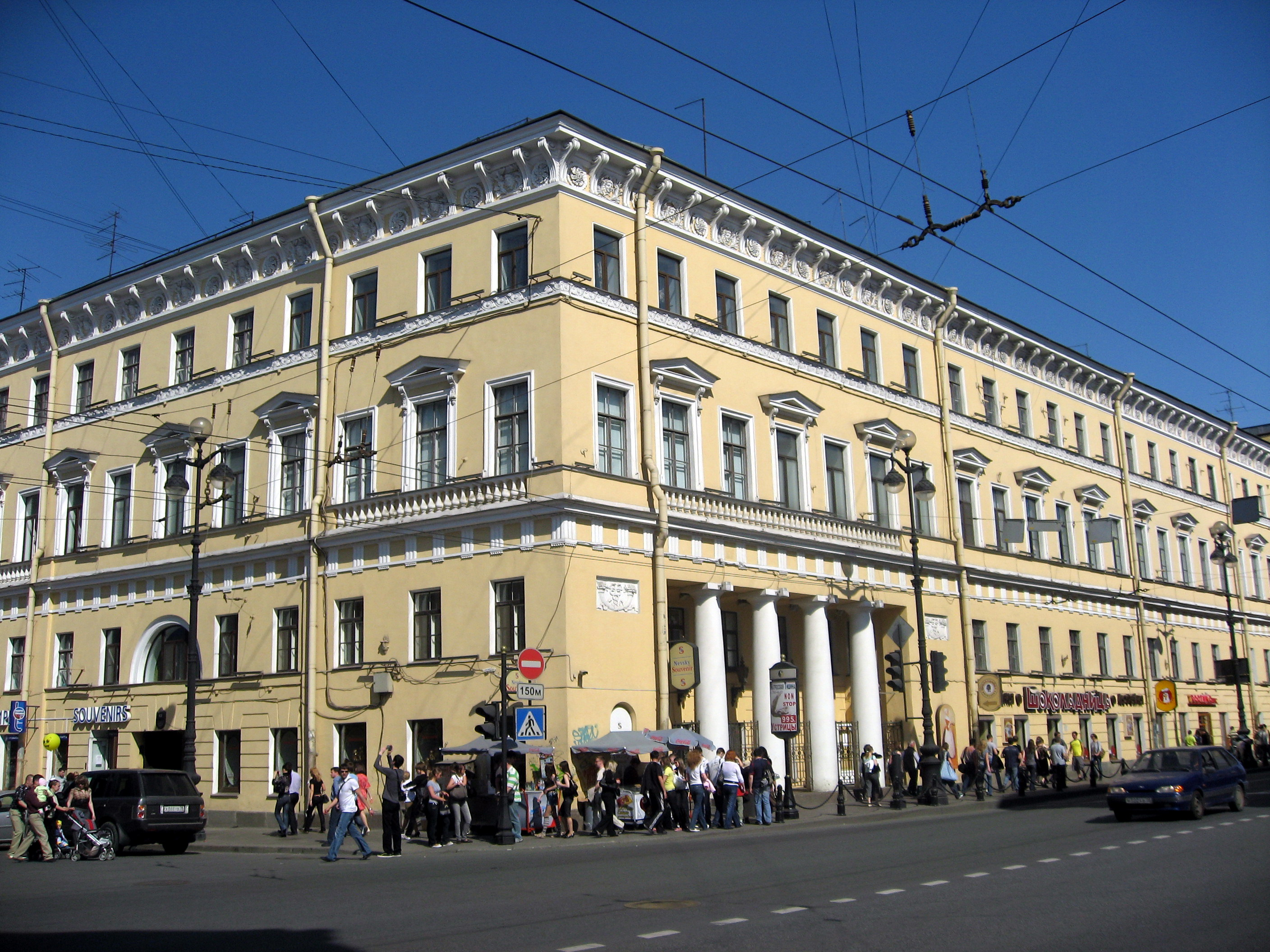
ネフスキー大通り18番の建物（2007年）

文学カフェ（ぶんがくカフェ、ロシア語: Литературное кафе、英語: Literature Cafe）はロシア第二の都市・サンクトペテルブルクにあるカフェー・レストランで、プーシキンやドストエフスキーが出入りしていたのでその名がある。 

## 歴史
文学カフェの歴史は18世紀中旬に建てられたビル（住所：ネフスキー大通り18番）を1812～15年にコトミン（K.B. Kotomin）がアパートメント「コトミン・ビル」（Kotomin House）として修復し、  その1階にヴォルフ＆ベランジェ（S. Wolff & T. Beranget）菓子店を開いた。1934年に中国カフェ（Cafe chinois）も開店して、菓子店を含めたそこはプーシキン、レールモントフ、シェフチェンコなどの文豪が集まるクラブ風場所になった。 　
1837年、プーシキンはここで介添え人（セコンド）のコンスタンチン・ダンザス（Konstantin Danzas）に会い、ジョルジュ・ダンテスとの決闘に臨んで、決闘で受けた傷がもとで二日後に亡くなっている。この数日後、フェオドル・グリンカ（F.N. Glinka）はレールモントフがプーシキンの死を悼んで書いた有名な詩「詩人の死」（Смерть поэта）をウラジミル・ブルナシェフ（V.P. Burnashev）にここで読んで聞かせている。1840年、ドストエフスキーはここで空想的社会主義を標榜するミハイル・ペトラシェフスキーに会っている。
1877年にこの菓子店は閉鎖され、その代りに高級レストランが開店し、チャイコフスキーやシャリアピンなどの音楽家が集まった。ある日、チャイコフスキーはそこで水を所望し、それが原因でコレラで1893年に亡くなったともいわれている。 。
1858～2001年には地下に古本屋ができ広く知られた店になり、1978～81年にはビルが全面的に改修されて、1983年には「文学カフェ」が開店した。

## 現在

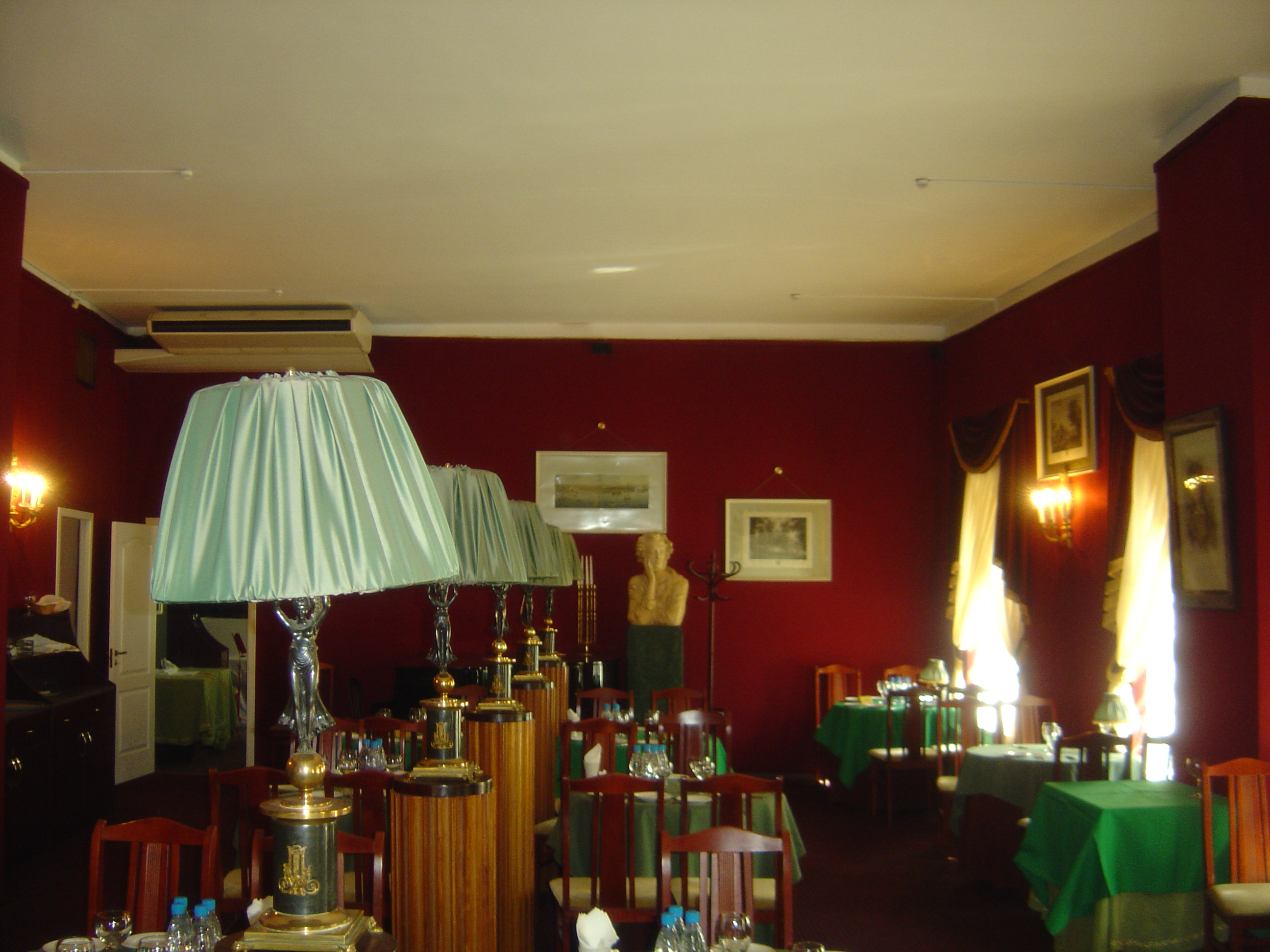
2階の様子（2007年）

現在文学カフェは１、２階を占め、ここへ出入りした文豪の写真が飾ってあり、2階にはプーシキンの蝋人形がテーブルに向っている。カフェと呼ばれているがあらゆる料理、飲み物が出る普通のレストランで、サンクトペテルブルクの目抜き通りであるネフスキー大通りに面していて便利なので、観光客も訪れる名所になっている。ロシアの伝統にのっとって、詩の朗読会も時々開催されている。
コーヒーも飲めるが、ロシアの伝統的飲み物は紅茶であり、サモワールを使った紅茶も出て、ケーキを食べては紅茶を飲み、ジャムをなめては紅茶を飲む。ジャムを紅茶の中に入れることはしない。 

## その他のカフェ、文学カフェ
サンクトペテルブルクにはドーム・クニーギ（本の家、もとシンガー社ビル Дом компании «Зингер»）のカフェ、インターネット・カフェなど名の知られたカフェが沢山ある。モスクワには新アルバート通りにあるドーム・クニーギ（本の家）の文学カフェ などがある。  日本にも「Bundan Coffee & Beer」（日本近代文学館） がある。
「文学カフェ」はまた、文学に関する有料または無料の講演会を、文学に関するインターネットサイトを意味することがある。 